# 二丈浜玉道路
二丈浜玉道路（にじょうはまたまどうろ）は、福岡県糸島市から佐賀県唐津市に至るバイパスである。かつては福岡県道路公社・佐賀県道路公社が管理する一般有料道路だったが、2013年4月1日0時をもって無料開放された。愛称は「かもめロード」。

## 概要
糸島市西部の二丈福井と唐津市東部の浜玉地区中心部を結ぶ一般道路である。国道202号よりやや内陸部の山間部にトンネルを掘って通されており、国道202号に比べ急カーブが少なく短距離で、同道のバイパスの役目をする。二丈鹿家IC以西の佐賀県内の区間は海沿いに敷設されている。
一般道路として建設され、全線（ランプ部等除く）60 km/h規制（法定速度）である。途中に駐車場や店舗への道路外出入や横断があり、軽車両（自転車）・歩行者も通行可能であるが、全線を通して歩道は無く、一部の橋梁やトンネルには路側帯が無い部分がある。
なお上深江交差点から深江ランプ、福井仮出入口を過ぎて福井大橋付近までの区間は国道202号国土交通省管理区間であり、二丈浜玉道路の延長には含まれない（そのため、無料化以前は福井仮出入口までは無料で通行できた）。道路規格としては上深江交差点までほぼ同様である。

### 西九州自動車道との関係
一般道路ではあるが二丈福井 - 二丈鹿家IC間が西九州自動車道の当面活用区間と位置づけられている（指定区間ではない）。
西九州自動車道（自動車専用道路）の一部である唐津道路の二丈鹿家IC間 - 浜玉IC間が2009年12月に開通し接続し、唐津ICまでつながった。

### 償還までの経緯
1983年4月1日に開通した。償還期限を30年としており、佐賀県側は民間金融機関の有利子負債を県の無利子融資に借り換え全額償還した。福岡県側は民間からの借入額が大きいため償還が当初計画通りに進んでいない状態であったが、未償還分の30億円を公費で補填し、当初予定通り2013年4月に無料化された。

### 無料化後の交通状況
2013年4月1日に無料化され、交通量が倍増している。すなわち、二丈浜玉道路の12時間交通量（平日）は、それまでの 5,800台/12 hから11,500台/12 hと倍増し、逆に国道202号の交通量は10,500台/12 h から 5,300台/12 hへと半減している。

### 路線データ
- 起点：福岡県糸島市二丈福井（福井大橋付近）
- 終点：佐賀県唐津市浜玉町浜崎（浜玉中前交差点付近）
- 全長：8.5 km
- 規格：第3種第2級
- 道路幅員：8.5 m
- 車線数：暫定2車線
- 車線幅員：3.25 m
- 設計速度：60 km/h

## インターチェンジなど
※一般道路であり、この他にも多数の接続する側道がある。

### 国道202号国土交通省管理区間
| 交差する道路 | 交差する道路 | 交差する場所 | 起点から (km) | 備考 |
| --- | --- | ------------ | ------------- | --- |
| 福岡前原道路（今宿道路） 一般部 福岡前原道路（今宿道路） 専用部 二丈IC（仮称）方面（事業中） 福岡県道49号大野城二丈線 | 福岡前原道路（今宿道路） 一般部 福岡前原道路（今宿道路） 専用部 二丈IC（仮称）方面（事業中） 福岡県道49号大野城二丈線 | 上深江       |               | |
| 国道202号（唐津方面） 福岡県道49号大野城二丈線                                                                        | 国道202号（唐津方面） 福岡県道49号大野城二丈線                                                                        | 深江ランプ   |               | 上深江交差点までは1983年12月に開通した。 福岡前原道路は平成5年3月に前原IC（東交差点暫定取付）まで開通した |
| | | 福井仮出入口 |               | |
| 国道202号二丈浜玉道路                                                                                                 | 国道202号二丈浜玉道路                                                                                                 | 福井大橋付近 |               | |
| 国道202号二丈浜玉道路に接続                                                                                           | |              |               | |

### 二丈浜玉道路
| 交差する道路                      | 交差する道路                      | 交差する場所 | 交差する場所 | 起点から (km) | 備考                                   |
| --------------------------------- | --------------------------------- | ------------ | ------------ | ------------- | -------------------------------------- |
| 国道202号 深江ランプ方面          |                                   |              |              |               |                                        |
| 国道202号（深江ランプ方面）       | 国道202号（深江ランプ方面）       | 福井大橋付近 | 福岡県糸島市 | 0.0           |                                        |
| 佐賀県道・福岡県道143号藤川二丈線 | 佐賀県道・福岡県道143号藤川二丈線 | 吉井IC/TB    | 福岡県糸島市 |               | 吉井TBは廃止                           |
| -                                 | -                                 | 鹿家IC       | 福岡県糸島市 |               |                                        |
| E35 西九州自動車道（唐津道路）    | E35 西九州自動車道（唐津道路）    | 二丈鹿家IC   | 福岡県糸島市 |               | 福岡方面のみ                           |
| -                                 | -                                 | 鹿家PA       | 福岡県糸島市 |               | 無料化に伴って廃止・福岡方面のみ利用可 |
| 国道202号・国道323号              | 国道202号・国道323号              | 渕上ランプ   | 佐賀県唐津市 |               |                                        |
| 佐賀県道306号鳥巣浜崎停車場線     | 佐賀県道306号鳥巣浜崎停車場線     | 浜玉中前     | 佐賀県唐津市 |               |                                        |

## 通行料金
無料化直前時点での通行料金を以下に示す。
|             | 全線  | 福岡側 | 唐津側 |
| ----------- | ----- | ------ | ------ |
| 普通車      | 0,360 | 100    | 260    |
| 大型車 (I)  | 0,520 | 160    | 360    |
| 大型車 (II) | 1,240 | 310    | 930    |
| 軽車両等    | 0,030 | 010    | 020    |

- 吉井IC/吉井本線料金所を境に、福岡側／唐津側の料金体系となる。
- 吉井IC料金所は、入口（福岡側へ・唐津側へ）と出口（福岡側から・唐津側から）の計4レーンがあり、それぞれの利用区間に応じた料金を徴収する。
- 吉井本線料金所を通過する車は、全線料金を徴収する。
- 吉井料金所の北側に管理事務所が置かれていた。吉井本線料金所跡地は解体整地されたが、吉井IC料金所跡地は無料化後もしばらく解体されていない。